# Актеј
Актеј (грч. Ἀκταῖος) је био први краљ Атике, према Паусанији. Верује се да је био о отац Аглауре, и законити отац Аглауриног будућег мужа Кекропа, првог атинског краља.

## Митологија
Према легенди је творац града Акте (грч. Ἀκτή). Не зна се где се град тачно налазио, али се по изворном значењу речи акте (обала, рт) може закључити да је у питању неки приобални град, вероватно, на Атици. Верује се да је он дао име Атици, пре него што је име било промењено од стране Кекропа у Кекропија. Док други сматрају да је Атика добила име по ћерци другог атинског краља Кранаја- Атис.
Исто име Актеј се користи и за супруга Кихрејеве кћери Глауке који је био отац Теламона и деда једног од највећих грчких војсковођа Ајанта Саламинског.

## У другим делима
Према делу "Библиотека"- псеудо Аполодор, једној од највреднијих скупина грчких митова, за првог краља Атике се сматра управо Кекроп, који је имао три кћери са Аглауром- Аглауру, Херсу и Пандросу. Наиме, та веза између Кекропа, Аглауре и Актеја је изузетно нејасна и надасве компликована због низа испреплетаних прича које с једне стране јасно указују да је Аглаура била кћи атичког краља Актеја и супруга атинског краља Кекропа, а са друге стране говоре о Аглаури, чији корени нису најјаснији, али за коју се зна да је била удата за Кекропа, за кога се у тим митовима тврди да је краљ Атике, занемарујући постојање Актеја.
То јесте суштина сукоба између Паусанијине заоставштине и дела "Библиотека".